# Alex Meraz

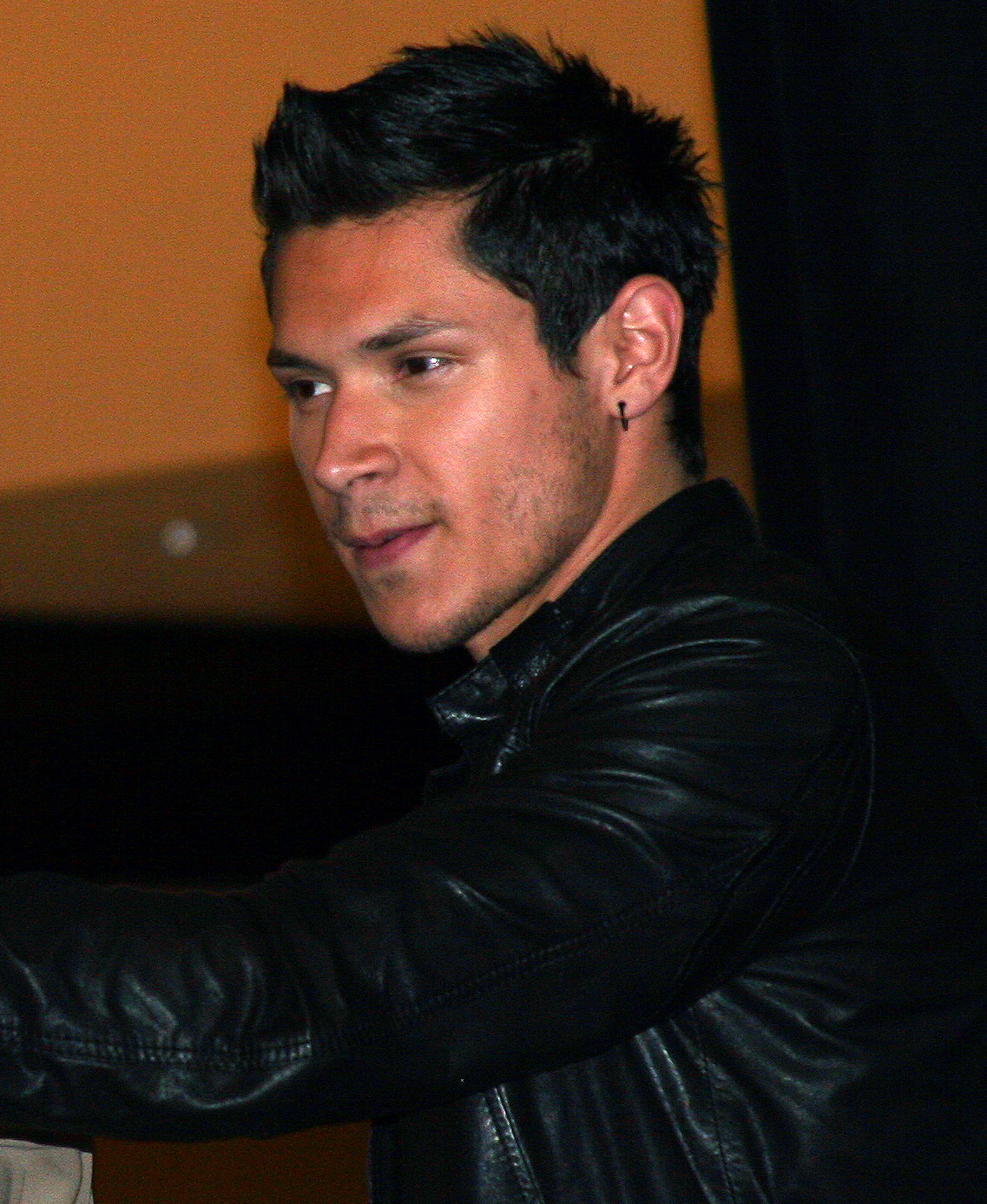
Alex Meraz (2009)

Alejandro „Alex“ Meraz (* 10. Januar 1985 in Mesa, Arizona) ist ein US-amerikanischer Filmschauspieler. Er wurde bekannt durch die Rolle des Werwolfs Paul in New Moon – Biss zur Mittagsstunde.

## Leben
Alex Meraz gehört dem Stamm der Purépecha-Indianer an. Er besuchte die New School for the Arts und ist Zeichner und Maler. Mit seiner vietnamesisch-amerikanischen Frau Kim hat er zwei Söhne, Somak und Talus Alexander.

## Filmografie

### Filme
- 2005: The New World
- 2007: Two Spirits, One Journey (Kurzfilm)
- 2009: New Moon – Biss zur Mittagsstunde (The Twilight Saga: New Moon)
- 2010: Eclipse – Biss zum Abendrot (The Twilight Saga: Eclipse)
- 2010: The City of Gardens
- 2010: Savage Innocent
- 2011: The Roommate
- 2011: Breaking Dawn – Biss zum Ende der Nacht, Teil 1 (The Twilight Saga: Breaking Dawn – Part 1)
- 2011: The Fighters 2: Beatdown (Never Back Down 2: The Beatdown)
- 2012: Breaking Dawn – Biss zum Ende der Nacht, Teil 2 (The Twilight Saga: Breaking Dawn – Part 2)
- 2012: The Evil Within (Mine Games)
- 2013: 186 Dollars to Freedom
- 2014: The Bronx Bull
- 2015: Bone Tomahawk
- 2017: Bright
- 2021: The Last Son

### Serien
- 2007: Dancing with Spirit (1 Folge)
- 2009: American Experience (1 Folge)
- 2010: CSI: NY (Folge 7x19)
- 2013: Big Thunder (Miniserie)